# Mohammed Emad
Mohammed Emad (27 de febrero de 2001) es un futbolista catarí que juega en la demarcación de defensa para el Al-Wakrah SC de la Liga de fútbol de Catar.

## Selección nacional
Tras jugar con la selección de fútbol sub-23 de Catar, hizo su debut con la selección absoluta el 27 de octubre de 2022 en un partido amistoso contra Honduras, encuentro que finalizó con un resultado de 1-0 a favor del combinado catarí tras el gol de Almoez Ali.

## Clubes
| Club                  | País  | Año       | Partidos | Goles |
| --------------------- | ----- | --------- | -------- | ----- |
| Al-Duhail SC          | Catar | 2019      | 4        | 0     |
| Al Ahli SC (cedido)   | Catar | 2019-2020 | 8        | 0     |
| Al-Duhail SC          | Catar | 2020      | 5        | 0     |
| Al-Wakrah SC (cedido) | Catar | 2021-     | 21       | 1     |